# آلستونویل، نیو ساوت ولز
آلستونویل (به انگلیسی: Alstonville) یک شهرک در استرالیا است که در نیو ساوت ولز واقع شده‌است.